# Centre américain des données statistiques en éducation
Le centre national des données statistiques en éducation (en anglais : National Center for Education Statistics) est une branche de l'Institute of Education Sciences (en) (IES) du département de l'Éducation des États-Unis. Elle collecte, analyse et publie des statistiques sur l'éducation publique des États-Unis. Elle dirige également des études statistiques internationales, développant et promouvant l'utilisation d'un certain standard.

## Programmes
Le NCES chapeaute les programmes suivants :
- le Integrated Postsecondary Education Data System (en) (IPEDS), qui analyse des données de l'éducation post-secondaire ;
- le Common Core of Data ;
- le programme d'évaluation des progrès dans le système éducatif américain qui évalue périodiquement les progrès des élèves.